# 鞘虛骨龍屬
鞘虛骨龍屬是種獸腳亞目恐龍，生存於早白堊紀的英格蘭。

## 發現與命名
目前僅發現半節頸椎，是在19世紀由威特島的威廉·達爾文·福克斯（William Darwin Fox）牧師所發現。福克斯牧師死後，大英自然史博物館獲得他生前收集的化石。William Davies注意到這個頸椎，推測這動物是虛骨龍的近親。在1888年，哈利·絲萊（Harry Seeley）將這節化石敘述、命名。絲萊將這些化石命名為達氏孔椎龍（Thecospondylus daviesi），孔椎龍是絲萊之前根據薦骨而命名的一屬恐龍。在1901年，法蘭茲·諾普喬（Franz Nopcsa）將孔椎龍改列為虛骨龍的一個種，達氏虛骨龍（Coelurus daviesi）。
在1923年，休尼（Friedrich von Huene）提出這個化石不同於孔椎龍、虛骨龍，是一個獨立的屬，並將名稱改為鞘虛骨龍（Thecocoelurus），屬名是由孔椎龍、虛骨龍的字根所構成。
正模標本（編號BMNH R181）是一個頸椎的前1/3段落，長9公分，發現於英格蘭的威塞克斯組（Wessex Formation），地質年代相當於巴列姆階。

## 分類
休尼在命名鞘虛骨龍時，將牠們歸類於虛骨龍科。之後在1926年，修尼考慮到這個頸椎的大小、結構，將其改歸類於似鳥龍科。
之後長久以來，鞘虛骨龍被認為是種獸腳類虛骨龍類的未定位屬，然而在2001年，德恩·奈許與其同事重新將鞘虛骨龍分類於偷蛋龍下目，偷蛋龍下目是群雜食性的手盜龍類恐龍，這將使鞘虛骨龍成為唯一的歐洲偷蛋龍類恐龍。鞘虛骨龍的頸椎與偷蛋龍類近頜龍科的頸椎有許多細部的相似處。德恩·奈許也將鞘虛骨龍的狀態列為疑名。
在2004年，詹姆士·柯克蘭（James Kirkland）提出鞘虛骨龍可能不是偷蛋龍類，而是屬於鐮刀龍類演化支，是鑄鐮龍的近親，這也將使鞘虛骨龍成為唯一的歐洲偷蛋龍類恐龍。

## 外部連結
- Thecospondylus in the Theropod Database